# Gmina Somonino
Die Gmina Somonino (deutsch Semlin, kaschubisch Somònino) ist eine Landgemeinde im Powiat Kartuski der Woiwodschaft Pommern in Polen. Ihr Sitz ist das gleichnamige Dorf mit 2832 Einwohnern (31. März 2011).

## Gliederung
Zur Landgemeinde Somonino gehören 16 Ortsteile (deutsche Namen bis 1945) mit einem Schulzenamt:
| - Borcz (Bortsch) - Egiertowo (Eggertshütte) - Goręczyno (Gorrenczyn) - Hopowo (Hoppendorf) | - Kamela (Kamehlen) - Kaplica (Kapellenhütte) - Ostrzyce (Ostritz) - Piotrowo (Fustpetershütte) | - Połęczyno (Pollenschin, 1938–1945: Pollenszyn) - Ramleje (Ramley) - Rąty (Ronti, 1938–1945: Ronty) - Rybaki (Fischerhütte) | - Sławki (Schlawkau) - Somonino (Semlin) - Starkowa Huta (Starkhütte) - Wyczechowo (Fitschkau) |

Weitere Ortschaften der Gemeinde sind:
| - Borcz-Leśniczówka - Chylowa Huta (Chielshütte) - Dębowo - Graniczny Dwór - Jeknica (Jäcknitz) - Kolańska Huta | - Koszowatka (Kossowatka) - Lisia Góra - Mały Dwór - Nowy Dwór (Neuhof) - Ostowo | - Patoka (Patocka) - Pstra Suka - Rokitki - Sarni Dwór-Leśniczówka - Sarnówko | - Sławki Górne - Stacja Wieżyca - Stary Dwór - Trątkownica - Wyczechowo-Osady |

## Verkehr

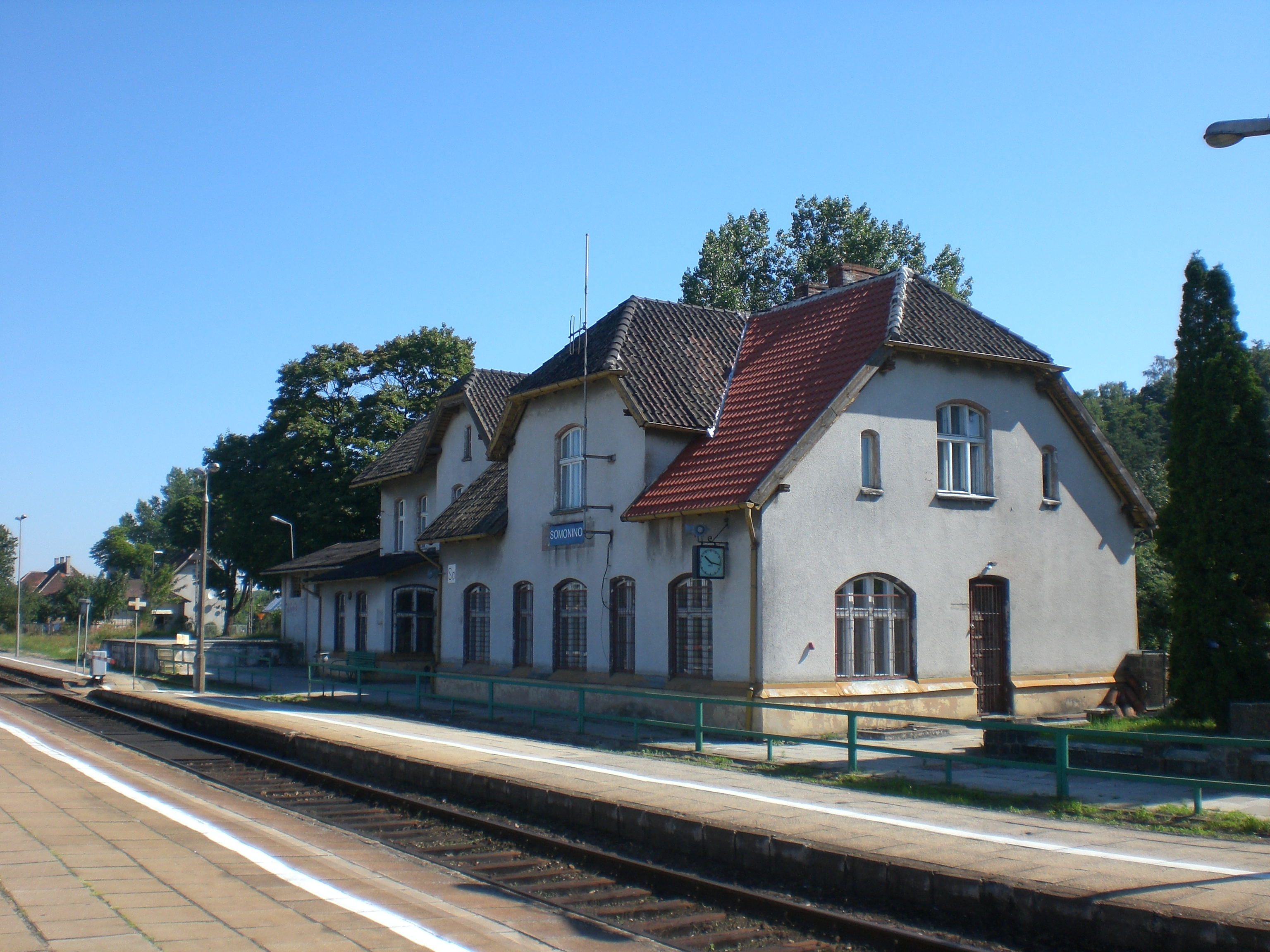
Bahnhof Somonino (2007)

Im Bahnhof Somonino zweigt die regulär nicht mehr vom Personenverkehr benutzte Bahnstrecke Somonino–Kartuzy von der Bahnstrecke Nowa Wieś Wielka–Gdynia (weiterer Haltepunkt: Sławki) ab.